# Список видів роду мамілярія
Список видів роду мамілярія (Mammillaria) складений на основі класифікації Едварда Андерсона — колишнього президента Робочої групи Міжнародної організації з вивчення сукулентних рослин (англ. International Organization for Succulent Plant Study), викладеній у його фундаментальній монографії з родини кактусових «The Cactus Family» (2001).

## Поширення
Рід мамілярія — один з найбільших за видовим складом в родині кактусових. Його представники поширені у південних штатах США, Центральній Америці, Вест-Індії та на півночі Південної Америки (Венесуела, Колумбія). Хоча типовою країною для цього роду є Мексика — тут мешкають 168 зі 171 виду мамілярій, причому 157 з них є ендемічними для цієї країни.

## Історія систематики
У 1919 році Натаніель Бріттон і Джозеф Роуз систематизували рід Mammillaria. Згідно з цією класифікацією рід налічував 350 видів і 98 різновидів. У роботі Курта Бакеберга — «Das Kakteenlexikon» описано 350 таксонів роду Mammillaria. У 1970 році після ревізії, проведеної Девідом Гантом, число видів скоротилось до 220. Продовжуючи дослідження, у 1987 році Гант ще зменшив кількість видів до 167. У 2001 році вийшла монографія Едварда Андерсона з родини кактусових «The Cactus Family», в якій він, спираючись на висновки фахівців з International Cactaceae Systematics Groups і Mammillaria Society, описав 171 вид та 75 підвидів роду Mammillaria.

## Пояснення до таблиці

### Природоохоронний статус
Теги, що використовуються для виділення охоронного статусу кожного виду за оцінками МСОП:
| Вимерлий вид                        | Extinct               | Зниклий                          |
| Вид, що вимер у дикій природі       | Extinct in the Wild   | Зниклий у дикій природі          |
| Вид на межі зникнення               | Critically Endangered | Перебуває під критичною загрозою |
| Перебуває під загрозою зникнення    | Endangered            | Перебуває під загрозою           |
| Уразливий вид                       | Vulnerable            | Уразливий                        |
| Вид, близький до загрозливого стану | Near Threatened       | Близький до загрозливого стану   |
| Вид поза небезпекою                 | Least Concern         | У найменшій загрозі              |
| Вид з невизначеним статусом         | Data Deficient        | Відомості недостатні             |
| Вид з невизначеним статусом         | Not Evaluated         | Види з недослідженим статусом    |

## Зміст

### A
| № п/п | Біномінальна назва      | Автор опису                     | Підвиди | Українські назви | Статус МСОП                      | Ареал                                                                        | Ілюстрація |
| 1     | Mammillaria albicans    | (Britton & Rose) A.Berger, 1929 | |                  | Вид поза небезпекою              | Мексика (штати Баха-Каліфорнія, Тамауліпас)                                  |            |
| 2     | Mammillaria albicoma    | Boed., 1929                     | |                  | Перебуває під загрозою зникнення | Мексика (штати Сан-Луїс Потосі, Тамауліпас, Нуево-Леон)                      |            |
| 3     | Mammillaria albiflora   | (Werderm.) Backeb., 1937        | |                  | Вид на межі зникнення            | Мексика (штат Гуанахуато)                                                    |            |
| 4     | Mammillaria albilanata  | Backeb., 1939                   | M. albilanata subsp. albilanata M. albilanata subsp. oaxacana M. albilanata subsp. reppenhagenii M. albilanata subsp. tegelbergiana |                  | Вид поза небезпекою              | Мексика (штати Герреро, Оахака, Пуебла, Чіапас, Коліма)                      |            |
| 5     | Mammillaria amajacensis | Brachet & M.Lacoste, 1997       | |                  |                                  | Мексика (штат Ідальго)                                                       |            |
| 6     | Mammillaria angelensis  | R.T.Craig, 1945                 | |                  |                                  | Мексика (Нижня Каліфорнія, острів Ангел-де-ла-Гуарда, Каліфорнійська затока) |            |
| 7     | Mammillaria anniana     | Glass & R.C.Foster, 1981        | |                  | Вид на межі зникнення            | Мексика (штат Тамауліпас)                                                    |            |
| 8     | Mammillaria armillata   | K.Brandegee, 1900               | |                  | Уразливий вид                    | Мексика (штат Баха-Каліфорнія-Сур)                                           |            |
| 9     | Mammillaria aureilanata | Backeb., 1938                   | |                  | Перебуває під загрозою зникнення | Мексика (штат Сан-Луїс Потосі)                                               |            |

### B
| № п/п | Біномінальна назва         | Автор опису                                    | Підвиди | Українські назви   | Статус МСОП                         | Ареал                                                                       | Ілюстрація |
| 10    | Mammillaria backebergiana  | Franc.G.Buchenau, 1966                         | M. backebergiana subsp. backebergiana M. backebergiana subsp. ernestii                                                   |                    | Вид з невизначеним статусом         | Мексика (штати Мічоакан, Герреро, Мехіко, Коауїла)                          |            |
| 11    | Mammillaria barbata        | Engelm., 1848                                  | |                    | Вид поза небезпекою                 | Мексика (штати Чіуауа, Дуранго)                                             |            |
| 12    | Mammillaria baumii         | Boed., 1926                                    | |                    | Вид поза небезпекою                 | Мексика (штат Тамауліпас)                                                   |            |
| 13    | Mammillaria beneckei       | Ehrenb., 1844                                  | |                    | Вид поза небезпекою                 | Мексика (штати Мічоакан, Сіналоа, Коліма, Халіско, Мехіко, Оахака, Герреро) |            |
| 14    | Mammillaria blossfeldiana  | Boed., 1931                                    | |                    | Вид, близький до загрозливого стану | Мексика (штат Баха-Каліфорнія)                                              |            |
| 15    | Mammillaria bocasana       | Poselger, 1853                                 | M. bocasana subsp. bocasana M. bocasana subsp. eschauzieri                                                               | Мамілярія бокаська | Вид поза небезпекою                 | Мексика (штати Сан-Луїс-Потосі, Сакатекас)                                  |            |
| 16    | Mammillaria bocensis       | R.T.Craig, 1945                                | |                    | Уразливий вид                       | Мексика (штати Сонора, Сіналоа, Халіско, Наярит)                            |            |
| 17    | Mammillaria boelderliana   | Wohlschl., 1988                                | |                    | Вид з невизначеним статусом         | Мексика (штат Сакатекас)                                                    |            |
| 18    | Mammillaria bombycina      | Quehl, 1910                                    | | Мамілярія шовкова  | Уразливий вид                       | Мексика (штати Агуаскальєнтес, Халіско)                                     |            |
| 19    | Mammillaria boolii         | (G.E.Linds.) Buxb., 1954                       | | Мамілярія Буля     | Вид, близький до загрозливого стану | Мексика (штат Сонора)                                                       |            |
| 20    | Mammillaria brachytrichion | Lüthy, 1987                                    | |                    |                                     | Мексика (штат Дуранго)                                                      |            |
| 21    | Mammillaria brandegeei     | (J.M.Coult.) K.Brandegee, 1897                 | M. brandegeei subsp. brandegeei M. brandegeei subsp. gabbii M. brandegeei subsp. glareosa M. brandegeei subsp. lewisiana |                    | Вид поза небезпекою                 | Мексика (Нижня Каліфорнія)                                                  |            |
| 21a   | Mammillaria breviplumosa   | García-Morales, Ramírez-Chaparro, et al., 2020 | |                    |                                     | Мексика (штат Дуранго)                                                      |            |

### C
| № п/п | Біномінальна назва        | Автор опису                   | Підвиди                                                               | Українські назви | Статус МСОП                      | Ареал | Ілюстрація |
| 22    | Mammillaria canelensis    | R.T.Craig, 1945               |                                                                       |                  |                                  | Мексика (штати Чіуауа, Сонора)                                                                                          |            |
| 23    | Mammillaria capensis      | (H.E.Gates) R.T.Craig, 1945   |                                                                       |                  | Перебуває під загрозою зникнення | Мексика (штат Баха-Каліфорнія-Сур)                                                                                      |            |
| 24    | Mammillaria carmenae      | Castañeda, 1953               |                                                                       |                  | Вид на межі зникнення            | Мексика (штат Тамауліпас)                                                                                               |            |
| 25    | Mammillaria carnea        | Zucc. ex Pfeiff., 1837        |                                                                       |                  | Вид поза небезпекою              | Мексика (штати Герреро, Оахака, Пуебла)                                                                                 |            |
| 26    | Mammillaria carretii      | Rebut ex K.Schum., 1898       |                                                                       |                  | Уразливий вид                    | Мексика (штати Коауїла, Нуево-Леон)                                                                                     |            |
| 27    | Mammillaria cerralboa     | (Britton & Rose) Orcutt, 1926 |                                                                       |                  | Вид поза небезпекою              | Мексика (штат Баха-Каліфорнія-Сур, острів острів Серральво)                                                             |            |
| 28    | Mammillaria chionocephala | J.A.Purpus, 1906              |                                                                       |                  |                                  | Мексика (штати Нуево-Леон, Коауїла, Дуранго)                                                                            |            |
| 29    | Mammillaria coahuilensis  | (Boed.) Moran, 1953           | M. coahuilensis subsp. albiarmata M. coahuilensis subsp. coahuilensis |                  | Перебуває під загрозою зникнення | Мексика (штат Коауїла)                                                                                                  |            |
| 30    | Mammillaria columbiana    | Salm-Dyck, 1950               | M. columbiana subsp. columbiana M. columbiana subsp. yucatanensis     |                  | Вид поза небезпекою              | Колумбія; Коста-Рика; Гватемала; Гондурас; Ямайка; Мексика (штати Юкатан, Чіапас, Оахака); Нікарагуа; Панама; Венесуела |            |
| 31    | Mammillaria compressa     | DC., 1828                     | M. compressa subsp. centralifera M. compressa subsp. compressa        |                  | Вид поза небезпекою              | Мексика (штати Ідальго, Гуанахуато, Нуево-Леон, Керетаро, Тамауліпас і Сан-Луїс-Потосі)                                 |            |
| 32    | Mammillaria crinita       | DC., 1828                     |                                                                       |                  | Вид поза небезпекою              | Мексика (штати Сан-Луїс-Потосі, Сакатекас, Гуанахуато, Мічоакан, Керетаро, Агуаскальєнтес, Халіско, Ідальго)            |            |
| 33    | Mammillaria crucigera     | Mart., 1832                   | M. crucigera subsp. crucigera M. crucigera subsp. tlalocii            |                  | Перебуває під загрозою зникнення | Мексика (штати Оахака, Пуебла)                                                                                          |            |

### D
| № п/п | Біномінальна назва          | Автор опису                  | Підвиди                                                                                      | Українські назви | Статус МСОП                 | Ареал                                                                                              | Ілюстрація |
| 34    | Mammillaria decipiens       | Scheidw., 1838               | M. decipiens subsp. albescens M. decipiens subsp. camptotricha M. decipiens subsp. decipiens |                  | Вид поза небезпекою         | Мексика (штати Сан-Луїс-Потосі, Гуанахуато, Керетаро)                                              |            |
| 35    | Mammillaria deherdtiana     | Farwig, 1969                 | M. deherdtiana subsp. deherdtiana M. deherdtiana subsp. dodsonii                             |                  | Уразливий вид               | Мексика (штат Оахака)                                                                              |            |
| 36    | Mammillaria densispina      | (J.M.Coult.) Orcutt, 1926    |                                                                                              |                  | Вид поза небезпекою         | Мексика (штати Агуаскальєнтес, Сан-Луїс-Потосі, Гуанахуато, Халіско, Сакатекас, Дуранго, Керетаро) |            |
| 37    | Mammillaria dioica          | K.Brandegee, 1897            |                                                                                              |                  | Вид поза небезпекою         | США, (штат Каліфорнія); Мексика (штати Баха-Каліфорнія-Сур, Сонора)                                |            |
| 38    | Mammillaria discolor        | Haw., 1812                   | M. discolor subsp. discolor M. discolor subsp. esperanzaensis                                |                  | Вид поза небезпекою         | Мексика (штати Оахака, Ідальго, Веракрус, Пуебла, Мехіко, Тлакскала, Федеральний округ Мехіко)     |            |
| 39    | Mammillaria dixanthocentron | Backeb., 1963                |                                                                                              |                  | Вид поза небезпекою         | Мексика (штати Оахака, Пуебла)                                                                     |            |
| 40    | Mammillaria duoformis       | R.T.Craig & E.Y.Dawson, 1948 |                                                                                              |                  | Вид з невизначеним статусом | Мексика (штати Пуебла, Оахака, Морелос)                                                            |            |

### E
| № п/п | Біномінальна назва        | Автор опису                   | Підвиди                                                  | Українські назви | Статус МСОП                 | Ареал                                                                         | Ілюстрація |
| 41    | Mammillaria ekmanii       | Werderm., 1929                |                                                          |                  | Вид з невизначеним статусом | острів Навасса в Ямайській протоці поблизу острова Гаїті                      |            |
| 42    | Mammillaria elongata      | DC., 1828                     | M. elongata subsp. echinaria M. elongata subsp. elongata |                  | Вид поза небезпекою         | Мексика (штати Ідальго, Гуанахуато, Керетаро)                                 |            |
| 43    | Mammillaria eriacantha    | Link & Otto ex Pfeiff., 1837  |                                                          |                  | Уразливий вид               | Мексика (штат Веракрус)                                                       |            |
| 44    | Mammillaria erythrosperma | Boed., 1918                   |                                                          |                  | Вид поза небезпекою         | Мексика (штат Сан-Луїс-Потосі)                                                |            |
| 45    | Mammillaria estebanensis  | G.E.Linds., 1967              |                                                          |                  |                             | Мексика (острови Сан-Естебан і Сан-Лоренцо, штат Баха-Каліфорнія)             |            |
| 46    | Mammillaria evermanniana  | (Britton & Rose) Orcutt, 1926 |                                                          |                  | Вид поза небезпекою         | Мексика (острів Серральво в Каліфорнійській затоці, штат Баха-Каліфорнія-Сур) |            |

### F
| № п/п | Біномінальна назва      | Автор опису                  | Підвиди                                                                                  | Українські назви | Статус МСОП                 | Ареал | Ілюстрація |
| 47    | Mammillaria fittkaui    | Glass & R.C.Foster, 1971     |                                                                                          |                  | Вид поза небезпекою         | Мексика (штати Халіско, Гуанахуато)                                                                             |            |
| 48    | Mammillaria flavicentra | Backeb. ex Mottram, 1963     |                                                                                          |                  | Вид з невизначеним статусом | Мексика (штати Оахака, Пуебла)                                                                                  |            |
| 49    | Mammillaria formosa     | Galeotti ex Scheidw., 1838   | M. formosa subsp. formosa M. formosa subsp. microthele M. formosa subsp. pseudocrucigera |                  | Вид поза небезпекою         | Мексика (штати Агуаскальєнтес, Гуанахуато, Керетаро, Коауїла, Ідальго, Тамауліпас, Нуево-Леон, Сан-Луїс-Потосі) |            |
| 50    | Mammillaria fraileana   | (Britton & Rose) Boed., 1933 |                                                                                          |                  |                             | Мексика (штат Баха-Каліфорнія-Сур)                                                                              |            |

### G
| № п/п | Біномінальна назва         | Автор опису              | Підвиди                                                             | Українські назви         | Статус МСОП                      | Ареал                                                                                        | Ілюстрація |
| 51    | Mammillaria gasseriana     | Boed., 1927              |                                                                     |                          | Перебуває під загрозою зникнення | Мексика (штати Коауїла, Дуранго)                                                             |            |
| 52    | Mammillaria geminispina    | Haw., 1824               | M. geminispina subsp. geminispina M. geminispina subsp. leucocentra | Мамілярія парноколючкова | Вид поза небезпекою              | Мексика (штати Ідальго, Керетаро, Сан-Луїс-Потосі)                                           |            |
| 53    | Mammillaria gigantea       | Hildm. ex K.Schum., 1898 |                                                                     |                          | Вид з невизначеним статусом      | Мексика (штати Гуанахуато, Дуранго, Сан-Луїс-Потосі, Керетаро)                               |            |
| 54    | Mammillaria glassii        | R.A.Foster               | M. glassii subsp. ascensionis M. glassii subsp. glassii             |                          | Вид поза небезпекою              | Мексика (штати Коауїла, Тамауліпас, Нуево-Леон)                                              |            |
| 55    | Mammillaria glochidiata    | Mart., 1832              |                                                                     |                          | Вид на межі зникнення            | Мексика (штат Ідальго)                                                                       |            |
| 56    | Mammillaria goodridgei     | Scheer, 1850             |                                                                     |                          |                                  | Мексика (острови Седрос і Гвадалупе, штат Баха-Каліфорнія)                                   |            |
| 57    | Mammillaria grahamii       | Engelm., 1856            |                                                                     |                          | Вид поза небезпекою              | США (штати Каліфорнія, Аризона, Нью-Мексико, Техас), Мексика (штати Сонора, Сіналоа, Чіуауа) |            |
| 58    | Mammillaria grusonii       | Runge, 1889              |                                                                     |                          | Вид поза небезпекою              | Мексика (штати Коауїла, Дуранго)                                                             |            |
| 59    | Mammillaria guelzowiana    | Werderm., 1828           |                                                                     |                          | Вид поза небезпекою              | Мексика (штат Дуранго)                                                                       |            |
| 60    | Mammillaria guerreronis    | (Bravo) Boed., 1935      |                                                                     |                          | Вид поза небезпекою              | Мексика (штат Герреро)                                                                       |            |
| 61    | Mammillaria guillauminiana | Backeb., 1952            |                                                                     |                          | Вид з невизначеним статусом      | Мексика (штати Дуранго, Сіналоа)                                                             |            |

### H
| № п/п | Біномінальна назва          | Автор опису              | Підвиди | Українські назви | Статус МСОП                         | Ареал | Ілюстрація |
| 62    | Mammillaria haageana        | Pfeiff., 1936            | M. haageana subsp. acultzingensis M. haageana subsp. conspicua M. haageana subsp. elegans M. haageana subsp. haageana M. haageana subsp. schmollii                         |                  | Вид поза небезпекою                 | Мексика (штати Герреро, Мехіко, Морелос, Оахака, Пуебла, Тлакскала, Веракрус і Федеральний округ Мексики)                                                       |            |
| 63    | Mammillaria hahniana        | Werderm., 1929           | M. hahniana subsp. bravoae M. hahniana subsp. hahniana M. hahniana subsp. mendeliana M. hahniana subsp. woodsii                                                            | Мамілярія Хана   | Вид, близький до загрозливого стану | Мексика (штати Гуанахуато, Керетаро, Сан-Луїс-Потосі) |            |
| 64    | Mammillaria halbingeri      | Boed., 1933              | |                  | Вид з невизначеним статусом         | Мексика (штат Оахака) |            |
| 65    | Mammillaria heidiae         | Krainz, 1975             | |                  |                                     | Мексика (штат Пуебла) |            |
| 66    | Mammillaria hernandezii     | Glass & R.C.Foster, 1983 | |                  | Перебуває під загрозою зникнення    | Мексика (штат Оахака) |            |
| 67    | Mammillaria herrerae        | Werderm., 1931           | |                  | Вид на межі зникнення               | Мексика (штат Керетаро) |            |
| 68    | Mammillaria hertrichiana    | R.T.Craig, 1945          | |                  |                                     | Мексика (штат Сонора) |            |
| 69    | Mammillaria heyderi         | Muehlenpf., 1848         | M. heyderi subsp. gaumeri M. heyderi svbsp. gummifera M. heyderi subsp. hemisphaerica M. heyderi subsp. heyderi M. heyderi subsp. macdougalii M. heyderi subsp. meiacantha |                  | Вид поза небезпекою                 | США (штати Техас, Нью-Мексико, Аризона); Мексика (штати Чіуауа, Коауїла, Дуранго, Нуево-Леон, Сан-Луїс-Потосі, Сонора, Тамауліпас, Веракрус, Юкатан, Сакатекас) |            |
| 70    | Mammillaria huitzilopochtli | D.R.Hunt, 1979           | M. huitzilopochtli subsp. huitzilopochtli M. huitzilopochtli subsp. niduliformis                                                                                           |                  | Вид поза небезпекою                 | Мексика (штати Оахака, Пуебла) |            |
| 71    | Mammillaria humboldtii      | Ehrenb., 1842            | |                  | Вид на межі зникнення               | Мексика (штат Ідальго) |            |
| 72    | Mammillaria hutchisoniana   | (H.E.Gates) Boed., 1935  | M. hutchisoniana subsp. hutchisoniana M. hutchisoniana subsp. louisae |                  | Вид поза небезпекою                 | Мексика (півострів Нижня Каліфорнія, штати Баха-Каліфорнія і Баха-Каліфорнія-Сур)                                                                               |            |

### I
| № п/п | Біномінальна назва    | Автор опису     | Підвиди | Українські назви | Статус МСОП         | Ареал                                                                                    | Ілюстрація |
| 73    | Mammillaria insularis | H.E.Gates, 1938 |         |                  | Вид поза небезпекою | Мексика (поблизу міста Баїя-де-Лос-Анджелес, півострів Каліфорнія, штат Баха-Каліфорнія) |            |

### J
| № п/п | Біномінальна назва     | Автор опису                   | Підвиди | Українські назви | Статус МСОП                      | Ареал                                        | Ілюстрація |
| 74    | Mammillaria jaliscana  | (Britton & Rose) Boed., 1933  |         |                  | Уразливий вид                    | Мексика (штати Халіско, Мічоакан, Сакатекас) |            |
| 75    | Mammillaria johnstonii | (Britton & Rose) Orcutt, 1926 |         |                  | Перебуває під загрозою зникнення | Мексика (штат Сонора)                        |            |

### K
| № п/п | Біномінальна назва         | Автор опису           | Підвиди | Українські назви | Статус МСОП         | Ареал                                                                      | Ілюстрація |
| 76    | Mammillaria karwinskiana   | Mart., 1832           | M. karwinskiana subsp. beiselii M. karwinskiana subsp. collinsii M. karwinskiana subsp. karwinskiana M. karwinskiana subsp. nejapensis |                  | Вид поза небезпекою | Мексика (штати Чіапас, Коліма, Герреро, Мічоакан, Морелос, Оахака, Пуебла) |            |
| 77    | Mammillaria klissingiana   | Boed., 1927           | |                  | Вид поза небезпекою | Мексика (штати Сан-Луїс-Потосі, Тамауліпас, Нуево-Леон)                    |            |
| 78    | Mammillaria kraehenbuehlii | (Krainz) Krainz, 1971 | |                  | Вид поза небезпекою | Мексика (штат Оахака)                                                      |            |

### L
| № п/п | Біномінальна назва      | Автор опису                     | Підвиди                                                                                       | Українські назви | Статус МСОП           | Ареал                                                                                        | Ілюстрація |
| 79    | Mammillaria lasiacantha | Engelm., 1856                   | M. lasiacantha subsp. egregia M. lasiacantha subsp. hyalina M. lasiacantha subsp. lasiacantha |                  | Вид поза небезпекою   | США (штати Аризона, Техас, Нью-Мексико); Мексика (штати Чіуауа, Коауїла, Дуранго, Сакатекас) |            |
| 80    | Mammillaria laui        | D.R.Hunt, 1979                  | M. laui subsp. dasyacantha M. laui subsp. laui M. laui subsp. subducta                        |                  | Вид на межі зникнення | Мексика (штат Тамауліпас)                                                                    |            |
| 81    | Mammillaria lenta       | K.Brandegee, 1904               |                                                                                               |                  | Вид поза небезпекою   | Мексика (штат Коауїла)                                                                       |            |
| 82    | Mammillaria limonensis  | Repp., 1985                     |                                                                                               |                  |                       | Мексика (штат Халіско)                                                                       |            |
| 83    | Mammillaria lindsayi    | R.T.Craig, 1940                 |                                                                                               |                  |                       | Мексика (штати Сіналоа, Чіуауа)                                                              |            |
| 84    | Mammillaria lloydii     | (Britton & Rose) Orcutt, 1926   |                                                                                               |                  |                       | Мексика (штати Сан-Луїс-Потосі, Сакатекас)                                                   |            |
| 85    | Mammillaria longiflora  | (Britton & Rose) A.Berger, 1929 | M. longiflora subsp. longiflora M. longiflora subsp. stampferi                                |                  | Вид поза небезпекою   | Мексика (штати Чіуауа, Дуранго)                                                              |            |
| 86    | Mammillaria longimamma  | DC., 1829                       |                                                                                               |                  | Уразливий вид         | Мексика (штати Гуанахуато, Ідальго, Керетаро)                                                |            |
| 87    | Mammillaria luethyi     | G.S.Hinton, 1996                |                                                                                               |                  | Уразливий вид         | Мексика (штат Коауїла)                                                                       |            |

### M
| № п/п | Біномінальна назва             | Автор опису                                | Підвиди | Українські назви           | Статус МСОП                      | Ареал | Ілюстрація |
| 88    | Mammillaria magallanii         | Schmoll ex R.T.Craig, 1945                 | |                            |                                  | Мексика (штати Коауїла, Дуранго) |            |
| 89    | Mammillaria magnifica          | Franc.G.Buchenau, 1967                     | |                            | Вид з невизначеним статусом      | Мексика (штати Пуебла, Морелос) |            |
| 90    | Mammillaria magnimamma         | Haw., 1824                                 | |                            | Вид поза небезпекою              | Мексика (штати Гуанахуато, Ідальго, Халіско, Мехіко, Нуево-Леон, Пуебла, Керетаро, Сан-Луїс-Потосі, Тамауліпас, Тлакскала, Веракрус, Сакатекас і федеральний округ Мехіко)                                                              |            |
| 91    | Mammillaria mainiae            | K.Brandegee, 1900                          | |                            | Вид поза небезпекою              | США (штат Аризона); Мексика (штат Сонора) |            |
| 92    | Mammillaria mammillarisтиповий | (L.) H.Karst., 1886                        | |                            | Вид поза небезпекою              | Антигуа і Барбуда; Аруба; Карибські Нідерланди; Кюрасао; Домініка; Гренада; Гваделупа; Мартиніка; Монтсеррат; Сент-Кіттс і Невіс; Сент-Люсія; Сен-Мартен (Франція); Сент-Вінсент і Гренадини; Сінт-Мартен; Тринідад і Тобаго; Венесуела |            |
| 93    | Mammillaria marcosii           | W.A.Fitz Maur., B.Fitz Maur. & Glass, 1997 | |                            | Вид на межі зникнення            | Мексика (штат Гуанахуато) |            |
| 94    | Mammillaria marksiana          | Krainz, 1948                               | |                            | Вид поза небезпекою              | Мексика (штати Дуранго, Сіналоа) |            |
| 95    | Mammillaria mathildae          | Kraehenb. & Krainz, 1973                   | |                            | Перебуває під загрозою зникнення | Мексика (штат Керетаро) |            |
| 96    | Mammillaria matudae            | Bravo, 1956                                | |                            | Вид з невизначеним статусом      | Мексика (штат Мехіко) |            |
| 97    | Mammillaria mazatlanensis      | K.Schum., 1901                             | M. mazatlanensis subsp. mazatlanensis M. mazatlanensis subsp. patonii                                       |                            | Вид поза небезпекою              | Мексика (штати Коліма, Сіналоа, Сонора, Халіско, Мічоакан, Наярит) |            |
| 98    | Mammillaria melaleuca          | Karw. ex Salm-Dyck, 1849                   | |                            | Перебуває під загрозою зникнення | Мексика (штат Тамауліпас) |            |
| 99    | Mammillaria melanocentra       | Poselger,                                  | M. melanocentra subsp. linaresensis M. melanocentra subsp. melanocentra M. melanocentra subsp. rubrograndis | Мамілярія чорноколючкова   | Вид поза небезпекою              | Мексика (штати Коауїла, Дуранго, Нуево-Леонб Тамауліпас) |            |
| 100   | Mammillaria mercadensis        | Patoni, 1910                               | |                            | Вид поза небезпекою              | Мексика (штати Дуранго, Халіско, Гуанахуато, Сакатекас) |            |
| 101   | Mammillaria meyranii           | Bravo, 1956                                | |                            | Вид з невизначеним статусом      | Мексика (штати Мехіко, Мічоакан) |            |
| 102   | Mammillaria microhelia         | Werderm., 1930                             | | Мамілярія «маленьке сонце» | Перебуває під загрозою зникнення | Мексика (штат Керетаро) |            |
| 103   | Mammillaria miegiana           | W.Earle, 1972                              | |                            |                                  | Мексика (штат Сонора) |            |
| 104   | Mammillaria mieheana           | Tiegel, 1933                               | |                            |                                  | Мексика (штат Керетаро) |            |
| 105   | Mammillaria moelleriana        | Boed., 1924                                | |                            | Вид поза небезпекою              | Мексика (штати Дуранго, Сакатекас) |            |
| 106   | Mammillaria morganiana         | Tiegel, 1933                               | |                            | Вид з невизначеним статусом      | Мексика (штат Гуанахуато) |            |
| 107   | Mammillaria muehlenpfordtii    | Forster, 1847                              | |                            | Вид поза небезпекою              | Мексика (штати Гуанахуато, Керетаро, Сан-Луїс-Потосі) |            |
| 108   | Mammillaria multidigitata      | W.T.Marshall ex G.E.Linds., 1947           | |                            | Уразливий вид                    | Мексика (острів Сан-Педро-Ноласко в Каліфорнійській затоці, штат Сонора) |            |
| 109   | Mammillaria mystax             | Mart., 1832                                | |                            | Вид поза небезпекою              | Мексика (штати Герреро, Оахака, Пуебла) |            |

### N
| № п/п | Біномінальна назва     | Автор опису                   | Підвиди                                           | Українські назви | Статус МСОП                         | Ареал | Ілюстрація |
| 110   | Mammillaria napina     | J.A.Purpus, 1912              |                                                   |                  | Вид, близький до загрозливого стану | Мексика (штати Оахака, Пуебла) |            |
| 111   | Mammillaria neopalmeri | R.T.Craig                     |                                                   |                  | Вид поза небезпекою                 | Мексика (острів Сан-Беніто, штат Баха-Каліфорнія) |            |
| 112   | Mammillaria nivosa     | Link ex Pfeiff., 1837         |                                                   |                  | Вид поза небезпекою                 | Антигуа і Барбуда; Багамські Острови; Барбадос; Кайманові Острови; Ямайка; Пуерто-Рико; Тринідад і Тобаго; Острови Теркс і Кайкос; Британські Віргінські Острови; Американські Віргінські Острови |            |
| 113   | Mammillaria nunezii    | (Britton & Rose) Orcutt, 1926 | M. nunezii subsp. bella M. nunezii subsp. nunezii |                  | Вид поза небезпекою                 | Мексика (штати Герреро, Морелос, Халіско, Мічоакан) |            |

### O
| № п/п | Біномінальна назва   | Автор опису              | Підвиди | Українські назви | Статус МСОП         | Ареал                          | Ілюстрація |
| 114   | Mammillaria orcuttii | Boed., 1930              |         |                  | Вид поза небезпекою | Мексика (штат Сан-Луїс-Потосі) |            |
| 115   | Mammillaria oteroi   | Glass & R.A.Foster, 1975 |         |                  | Уразливий вид       | Мексика (штат Оахака)          |            |

### P
| № п/п | Біномінальна назва         | Автор опису                   | Підвиди | Українські назви       | Статус МСОП                         | Ареал | Ілюстрація |
| 116   | Mammillaria parkinsonii    | Ehrenb., 1840                 | |                        | Перебуває під загрозою зникнення    | Мексика (штати Керетаро, Ідальго) |            |
| 117   | Mammillaria pectinifera    | F.A.C.Weber in Bois, 1898     | | Мамілярія пектініфера  | Перебуває під загрозою зникнення    | Мексика (долина Теуакан-Куйкатлан, штат Пуебла)                                                                                              |            |
| 118   | Mammillaria peninsularis   | (Britton & Rose) Orcutt, 1926 | |                        | Перебуває під загрозою зникнення    | Мексика (штат Баха-Каліфорнія-Сур) |            |
| 119   | Mammillaria pennispinosa   | Krainz, 1948                  | |                        | Вид на межі зникнення               | Мексика (штати Коауїла, Дуранго) |            |
| 120   | Mammillaria perbella       | Hildm. ex K.Schum., 1899      | |                        | Уразливий вид                       | Мексика (штати Керетаро, Ідальго, Гуанахуато)                                                                                                |            |
| 121   | Mammillaria perezdelarosae | Bravo & Scheinvar, 1985       | |                        |                                     | Мексика (штати Халіско, Агуаскальєнтес) |            |
| 122   | Mammillaria petrophila     | K.Brandegee, 1904             | M. petrophila subsp. arida M. petrophila subsp. baxteriana M. petrophila subsp. petrophila                              |                        | Уразливий вид                       | Мексика (штат Баха-Каліфорнія-Сур) |            |
| 123   | Mammillaria petterssonii   | Hildm., 1886                  | |                        | Вид поза небезпекою                 | Мексика (штати Агуаскальєнтес, Дуранго, Гуанахуато, Халіско, Сан-Луїс-Потосі, Сакатекас)                                                     |            |
| 124   | Mammillaria phitauiana     | (Baxter) Backeb., 1931        | |                        | Вид поза небезпекою                 | Мексика (штат Баха-Каліфорнія-Сур) |            |
| 125   | Mammillaria picta          | Meinsh., 1858                 | M. picta subsp. picta M. picta subsp. viereckii                                                                         |                        | Вид поза небезпекою                 | Мексика (штати Сан-Луїс-Потосі, Коауїла, Тамауліпас, Нуево-Леон)                                                                             |            |
| 126   | Mammillaria pilispina      | J.A.Purpus, 1912              | |                        | Вид поза небезпекою                 | Мексика (штати Сан-Луїс-Потосі, Коауїла, Тамауліпас, Нуево-Леон)                                                                             |            |
| 127   | Mammillaria plumosa        | F.A.C.Weber, 1898             | |                        | Вид, близький до загрозливого стану | Мексика (штати Коауїла, Мехіко, Нуево-Леон)                                                                                                  |            |
| 128   | Mammillaria polyedra       | Mart., 1832                   | |                        | Вид поза небезпекою                 | Мексика (штати Герреро, Оахака, Пуебла) |            |
| 129   | Mammillaria polythele      | Mart., 1832                   | M. polythele subsp. durispina M. polythele subsp. obconella M. polythele subsp. polythele                               |                        | Вид поза небезпекою                 | Мексика (штати Ідальго, Керетаро, Гуанахуато)                                                                                                |            |
| 130   | Mammillaria pottsii        | Scheer ex Salm-Dyck, 1850     | |                        | Вид поза небезпекою                 | Мексика (штати Чіуауа, Коауїла, Дуранго, Сан-Луїс-Потосі, Сакатекас); США (штат Техас)                                                       |            |
| 131   | Mammillaria prolifera      | (Mill.) Haw., 1812            | M. prolifera subsp. arachnoidea M. prolifera subsp. haitiensis M. prolifera subsp. prolifera M. prolifera subsp. texana | Мамілярія пагононесуча | Вид поза небезпекою                 | США (штат Техас); Мексика (штати Коауїла, Нуево-Леон, Керетаро, Сан-Луїс-Потосі, Ідальго, Тамауліпас); Куба; Домініканська Республіка; Гаїті |            |

### R
| № п/п | Біномінальна назва    | Автор опису       | Підвиди | Українські назви | Статус МСОП                 | Ареал | Ілюстрація |
| 132   | Mammillaria rekoi     | Vaupel, 1925      | M. rekoi subsp. aureispina M. rekoi subsp. leptacantha M. rekoi subsp. rekoi |                  | Вид поза небезпекою         | Мексика (штат Оахака) |            |
| 133   | Mammillaria rhodantha | Link & Otto, 1828 | M. rhodantha subsp. ayreiceps M. rhodantha subsp. fera-rubra M. rhodantha subsp. mccartenii M. rhodantha subsp. mollendorffiana M. rhodantha subsp. pringlei M. rhodantha subsp. rhodantha |                  | Вид поза небезпекою         | Мексика (штати Агуаскальєнтес, Мехіко, федеральний округ Мехіко, Гуанахуато, Халіско, Мічоакан, Керетаро, Тлакскала, Веракрус, Ідальго) |            |
| 134   | Mammillaria roseoalba | Boed., 1929       | |                  | Вид з невизначеним статусом | Мексика (штати Тамауліпас, Сан-Луїс-Потосі, Нуево-Леон, Коауїла)                                                                        |            |

### S
| № п/п | Біномінальна назва             | Автор опису                   | Підвиди                                                                                                  | Українські назви       | Статус МСОП                      | Ареал                                                                      | Ілюстрація |
| 135   | Mammillaria saboae             | Glass, 1966                   | M. saboae subsp. goldii M. saboae subsp. haudeana M. saboae subsp. saboae                                |                        | Вид поза небезпекою              | Мексика (штати Чіуауа, Сонора)                                             |            |
| 136   | Mammillaria sanchez-mejoradae  | R.Gonzalez G., 1992           | |                        | Вид на межі зникнення            | Мексика (штат Нуево-Леон)                                                  |            |
| 137   | Mammillaria sartorii           | J.A.Purpus, 1911              | |                        | Вид поза небезпекою              | Мексика (штат Веракрус)                                                    |            |
| 138   | Mammillaria schiedeana         | Ehrenb. ex Schltdl., 1838     | M. schiedeana subsp. dumetorum M. schiedeana subsp. giselae M. schiedeana subsp. schiedeana              |                        | Уразливий вид                    | Мексика (штати Гуанахуато, Ідальго, Керетаро, Сан-Луїс-Потосі, Тамауліпас) |            |
| 139   | Mammillaria schumannii         | Hildm., 1891                  | |                        | Перебуває під загрозою зникнення | Мексика (штат Баха-Каліфорнія-Сур)                                         |            |
| 140   | Mammillaria schwarzii          | Shurly, 1949                  | |                        | Вид на межі зникнення            | Мексика (штат Гуанахуато)                                                  |            |
| 141   | Mammillaria scrippsiana        | (Britton & Rose) Orcutt, 1926 | |                        | Вид поза небезпекою              | Мексика (штати Халіско, Наярит, Сакатекас)                                 |            |
| 142   | Mammillaria sempervivi         | DC., 1828                     | | Мамілярія вічножива    | Вид поза небезпекою              | Мексика (штати Ідальго, Сан-Луїс-Потосі, Нуево-Леон, Гуанахуато, Керетаро) |            |
| 143   | Mammillaria senilis            | Lodd. ex Salm-Dyck, 1850      | |                        | Вид поза небезпекою              | Мексика (штати Дуранго, Халіско, Чіуауа, Сіналоа)                          |            |
| 144   | Mammillaria sheldonii          | (Britton & Rose) Boed., 1933  | |                        |                                  | Мексика (штати Чіуауа, Сонора)                                             |            |
| 145   | Mammillaria solisioides        | Backeb., 1952                 | | Мамілярія солісієвидна |                                  | Мексика (штати Оахака, Пуебла)                                             |            |
| 146   | Mammillaria sonorensis         | R.T.Craig, 1940               | |                        |                                  | Мексика (штати Сонора, Сіналоа, Чіуауа)                                    |            |
| 147   | Mammillaria sphacelata         | Mart., 1832                   | |                        | Вид поза небезпекою              | Мексика (штати Пуебла, Оахака)                                             |            |
| 148   | Mammillaria sphaerica          | A.Dietr., 1853                | |                        | Вид поза небезпекою              | США (штат Техас); Мексика (штати Сан-Луїс-Потосі, Тамауліпас)              |            |
| 149   | Mammillaria spinosissima       | Lem., 1838                    | M. spinosissima subsp. pilcayensis M. spinosissima subsp. spinosissima M. spinosissima subsp. tepoxtlana |                        | Вид з невизначеним статусом      | Мексика (штати Морелос, Герреро, Мехіко)                                   |            |
| 150   | Mammillaria standleyi          | (Britton & Rose) Orcutt, 1926 | |                        | Вид поза небезпекою              | Мексика (штати Сонора, Чіуауа, Сіналоа)                                    |            |
| 151   | Mammillaria stella-de-tacubaya | Heese, 1904                   | |                        |                                  | Мексика (штат Дуранго)                                                     |            |
| 152   | Mammillaria supertexta         | Mart. ex Pfeiff., 1837        | |                        | Перебуває під загрозою зникнення | Мексика (штат Оахака)                                                      |            |
| 153   | Mammillaria surculosa          | Boed., 1931                   | |                        | Перебуває під загрозою зникнення | Мексика (штати Тамауліпас, Сан-Луїс-Потосі)                                |            |

### T
| № п/п | Біномінальна назва       | Автор опису              | Підвиди                                                     | Українські назви | Статус МСОП           | Ареал                                                                                 | Ілюстрація |
| 154   | Mammillaria tayloriorum  | Glass & R.A.Foster, 1975 |                                                             |                  | Уразливий вид         | Мексика (острів Сан-Педро-Ноласко в Каліфорнійській затоці, штат Сонора)              |            |
| 155   | Mammillaria tepexicensis | J.Meyrán, 1991           |                                                             |                  |                       | Мексика (штат Оахака)                                                                 |            |
| 156   | Mammillaria tetrancistra | Engelm., 1852            |                                                             |                  | Вид поза небезпекою   | США (штати Аризона, Каліфорнія, Невада, Юта); Мексика (штати Баха-Каліфорнія, Сонора) |            |
| 157   | Mammillaria theresae     | Cutak, 1967              |                                                             | Мамілярія Терези | Вид на межі зникнення | Мексика (штат Дуранго)                                                                |            |
| 158   | Mammillaria thornberi    | Orcutt, 1902             | M. thornberi subsp. thornberi M. thornberi subsp. yaquensis |                  | Вид поза небезпекою   | США (штат Аризона); Мексика (штат Сонора)                                             |            |
| 159   | Mammillaria tonalensis   | D.R.Hunt, 1979           |                                                             |                  | Вид поза небезпекою   | Мексика (штат Оахака)                                                                 |            |

### U
| № п/п | Біномінальна назва   | Автор опису            | Підвиди | Українські назви | Статус МСОП         | Ареал | Ілюстрація |
| 160   | Mammillaria uncinata | Zucc. ex Pfeiff., 1837 |         |                  | Вид поза небезпекою | Мексика (штати Керетаро, Гуанахуато, Агуаскальєнтес, штат Мехіко, Нуево-Леон, Сан-Луїс-Потосі, Коауїла, Пуебла, Халіско, Сакатекас, Ідальго, федеральний округ Мехіко) |            |

### V
| № п/п | Біномінальна назва        | Автор опису        | Підвиди                                                           | Українські назви | Статус МСОП                 | Ареал                                                          | Ілюстрація |
| 161   | Mammillaria varieaculeata | F.G.Buchenau, 1966 |                                                                   |                  | Вид з невизначеним статусом | Мексика (штат Пуебла)                                          |            |
| 162   | Mammillaria vetula        | Mart., 1832        | M. vetula subsp. gracilis M. vetula subsp. vetula                 |                  | Вид поза небезпекою         | Мексика (штати Ідальго, Гуанахуато, Керетаро)                  |            |
| 163   | Mammillaria voburnensis   | Scheer, 1845       | M. voburnensis subsp. eichlamii M. voburnensis subsp. voburnensis |                  |                             | Мексика (штати Чіапас, Оахака); Гватемала; Гондурас; Нікарагуа |            |

### W
| № п/п | Біномінальна назва       | Автор опису   | Підвиди                                                        | Українські назви | Статус МСОП                 | Ареал                                                             | Ілюстрація |
| 164   | Mammillaria wagneriana   | Boed., 1932   |                                                                |                  | Вид з невизначеним статусом | Мексика (штати Агуаскальєнтес, Халіско, Сакатекас)                |            |
| 165   | Mammillaria weingartiana | Boed., 1932   |                                                                |                  | Вид поза небезпекою         | Мексика (штат Нуево-Леон)                                         |            |
| 166   | Mammillaria wiesingeri   | Boed., 1933   | M. wiesingeri subsp. apamensis M. wiesingeri subsp. wiesingeri |                  | Вид з невизначеним статусом | Мексика (штати Ідальго, Мехіко)                                   |            |
| 167   | Mammillaria winterae     | Boed., 1929   | M. winterae subsp. aramberri M. winterae subsp. winterae       |                  | Вид поза небезпекою         | Мексика (штати Нуево-Леон, Коауїла)                               |            |
| 168   | Mammillaria wrightii     | Engelm., 1856 | M. wrightii subsp. wilcoxii M. wrightii subsp. wrightii        |                  | Вид поза небезпекою         | США (Нью-Мексико, Аризона, Техас); Мексика (штати Сонора, Чіуауа) |            |

### X
| № п/п | Біномінальна назва         | Автор опису        | Підвиди | Українські назви | Статус МСОП                 | Ареал                             | Ілюстрація |
| 169   | Mammillaria xaltianguensis | Sánchez-Mej., 1973 |         |                  | Вид з невизначеним статусом | Мексика (штати Герреро, Мічоакан) |            |

### Z
| № п/п | Біномінальна назва          | Автор опису    | Підвиди | Українські назви | Статус МСОП                      | Ареал                                                                                  | Ілюстрація |
| 170   | Mammillaria zephyranthoides | Scheidw., 1871 |         |                  | Вид поза небезпекою              | Мексика (штати Гуанахуато, Ідальго, Мехіко, Оахака, Пуебла, Керетаро, Сан-Луїс Потосі) |            |
| 171   | Mammillaria zublerae        | Repp., 1987    |         |                  | Перебуває під загрозою зникнення | Мексика (штат Тамауліпас)                                                              |            |